# Polyrhachis transiens
Polyrhachis transiens is een mierensoort uit de onderfamilie van de schubmieren (Formicinae). De wetenschappelijke naam van de soort is voor het eerst geldig gepubliceerd in 1973 door Barry Bolton. De soort komt voor in Oeganda; het holotype werd gevonden in Kampala.